# Henry Clay Frick House

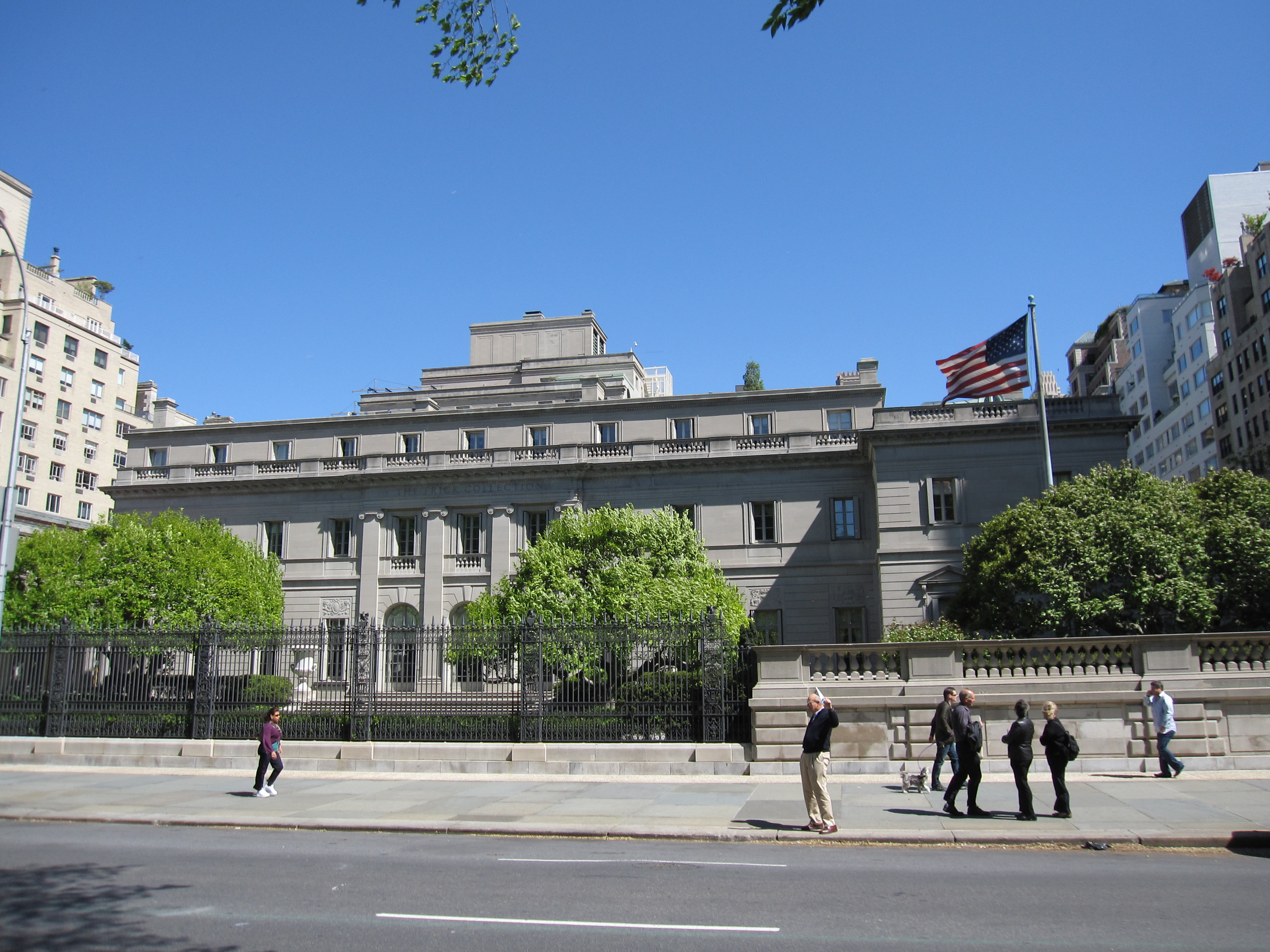
La Henry Clay Frick House sulla Fifth Avenue a New York, sede della Frick Collection.

La Henry Clay Frick House fu la residenza di New York City del magnate dell'acciaio Henry Clay Frick. Essa è ubicata al 1 East 70th Street e Fifth Avenue ed è oggi la sede del museo Frick Collection.
La palazzina venne disegnata dall'architetto Thomas Hastings e costruita fra il 1913 ed 1914.
Si tratta di una mansion, strutturata su due piani, dotata di un grande cortile interno attorno al quale si snoda la struttura abitativa costituita da grandi sale collegate da corridoi ed altri ambienti più piccoli.
Le sale al piano terra sono provviste di soffitti molto alti che consentono l'esposizione di dipinti di grandi dimensioni.